# Culture de Liangzhu
Sauf précision contraire, les dates de cet article sont sous-entendues « avant l'ère commune » (AEC), c'est-à-dire « avant Jésus-Christ ».
La culture de Liangzhu (良渚文化, liángzhǔ wénhuà) (3300-2000 avant l'ère commune) est la dernière culture néolithique du jade dans le delta du Yangzi, en Chine.
Dans cette culture très hiérarchisée, les objets de jade, de soie, d'ivoire et de laque ne se trouvaient que dans les tombeaux de l'élite, alors que les poteries étaient déposés dans les tombes plus modestes.
L'agriculture, à un stade avancé, utilisait l’irrigation, pour la culture en rizière et l’aquaculture. Les habitations étaient, en général, construites sur pilotis au bord des rivières ou des étangs.
Le jade est présent sous forme de grands objets rituels finement travaillés, avec bien souvent le motif du taotie qui marquera durablement la culture chinoise. Les objets les plus typiques sont les cylindres cong, dont les plus grands découverts pèsent 3,5 kg. On a également retrouvé des disques bi et des haches cérémonielles yue, ainsi que des pendentifs gravés de représentations d’oiseaux, de tortues ou de poissons. De nombreux jades de Liangzhu ont un aspect d’os blanc laiteux, du fait de leur roche d'origine, la tremolite, et de l’effet des fluides aqueux présents sur les sites funéraires, mais on a aussi découvert fréquemment des jades réalisés à partir d’actinolite ou de serpentine avec des nuances vertes, mais pas seulement.

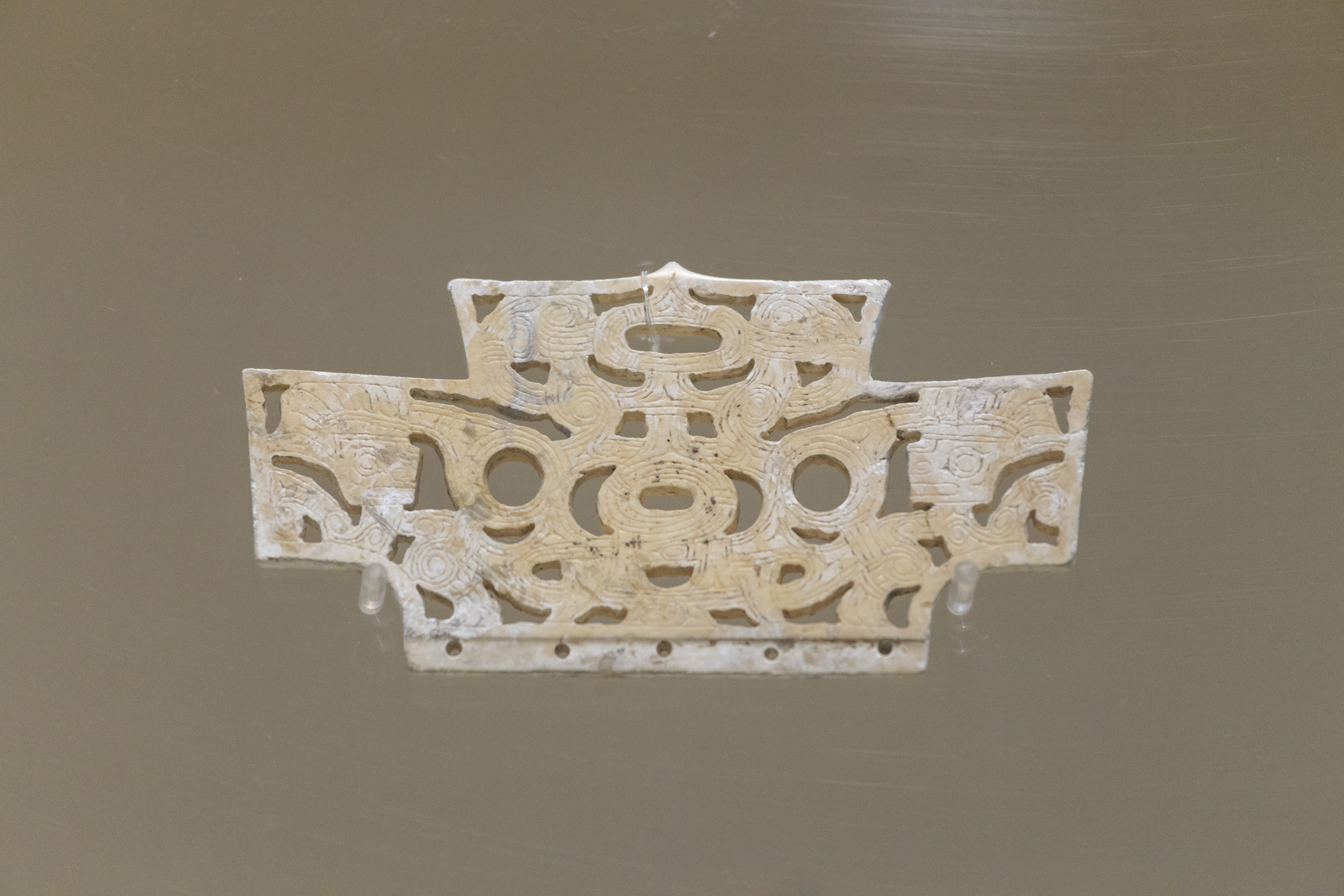
Peigne de jade (dos), site de Yuhang Liangzhu (site actuel du Yuhang Liangzhu Culture Museum)

## Localisation et historique des découvertes

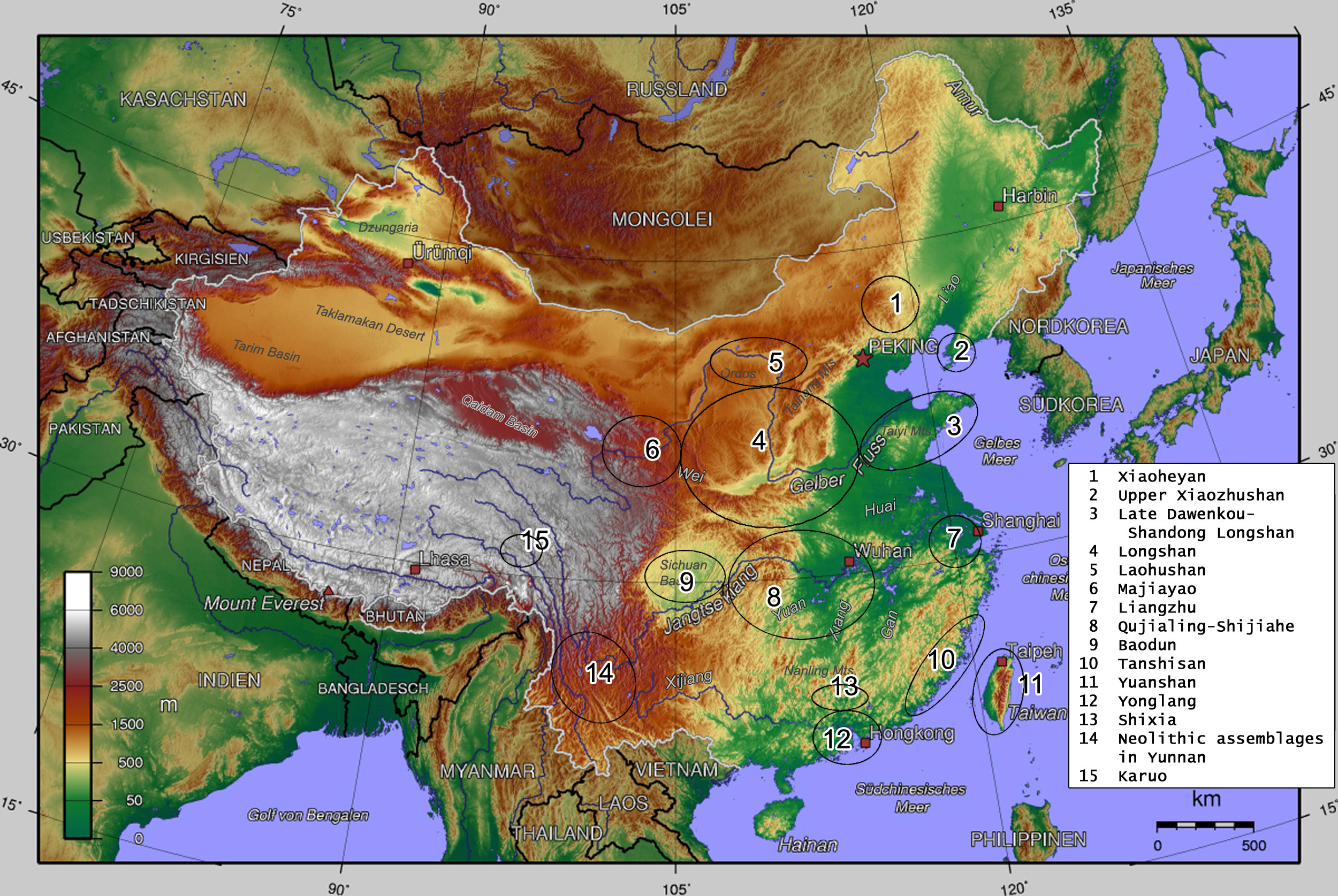
Les cultures du néolithique final en Chine

Elle se situe dans le delta du Yangzi au nord du Zhejiang et au sud du Jiangsu. Plus précisément : autour du lac Tai, vers le nord jusqu'à Nankin et le Chang Jiang, vers l'est jusqu'à Shanghai et la mer, et au sud jusqu'à Hangzhou.
Le site éponyme de Liangzhu a été découvert dans le district de Yuhang, près de Hangzhou, au Zhejiang et exploré initialement par Shi Xingeng en 1936. Cette culture était alors considérée comme le résultat de la diffusion de la culture de Longshan. Dès les années 1970 elle a été reconnue en tant que culture indépendante. De nombreuses études sont consacrées aux 200 sites de cette culture et aux jades qu'on y a trouvé. En 2007 le mur d'enceinte de la cité de Mojiaoshan a été découvert (sur le site de Liangzhu). Ce mur est sensiblement aussi large que celui de Taosi (culture de Longshan). Ainsi le Sud de la Chine se serait développé en même temps que le Nord, à cette époque. La mystérieuse disparition de la culture de Liangzhu, qui peut être due à une inondation ou à des tempêtes vers 2000 AEC, a mis un terme à ce développement au Sud.
Récemment on a retrouvé, lors de fouilles à Yaoshan (Zhejiang), un ensemble de tombes aménagées dans plusieurs strates d'un monument funéraire aménagé au fil du temps. Le gouvernement provincial du Zhejiang a annoncé le 29 novembre 2007 avoir retrouvé les traces de la base du mur d’enceinte de cette ancienne cité, alors que toutes les précédentes découvertes de murs appartenaient à des constructions à l'intérieur de la cité. On pense que le site était l’ancienne capitale d'un Etat dont l’influence s’étendait jusqu’aux provinces du Jiangsu, de la municipalité autonome de Shanghai, et du Shandong. Un nouveau musée de la culture du Liangzhu a été construit et ouvert en 2008 à Hangzhou, à 18 km au nord ouest de l’angle nord-est du lac de l'Ouest.

## Alimentation
Cette culture possédait une agriculture avancée, avec un système d'irrigation, pratiquait la culture du riz paddy et l'aquaculture. Des maisons ont été souvent construites sur pilotis au bord des rivières ou du littoral. La culture de Hemudu (5000-4500), dans la région voisine avait pratiqué la culture du riz auparavant, et encore bien plus tôt, vers 8000 AEC, le site de Shangshan dans le Yangzi inférieur témoigne des toutes premières véritables cultures de riz domestiqué. Cette longue tradition a pu donner à ces populations une certaine sécurité alimentaire, avec les compléments plus ou moins importants de la pêche, de la chasse et de la cueillette dans cette région naturellement très riche à l'époque.

## Objets caractéristiques

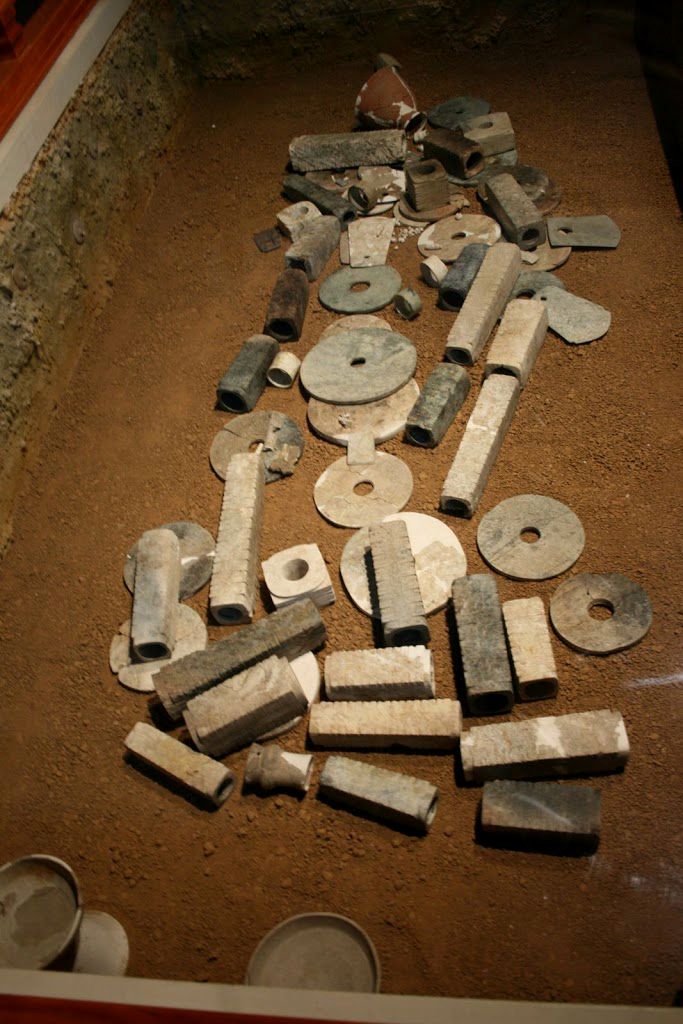
L'enterrement sous le jade. Tombe de l'élite de la culture de Liangzhu. Musée de Nanjing[N 2]
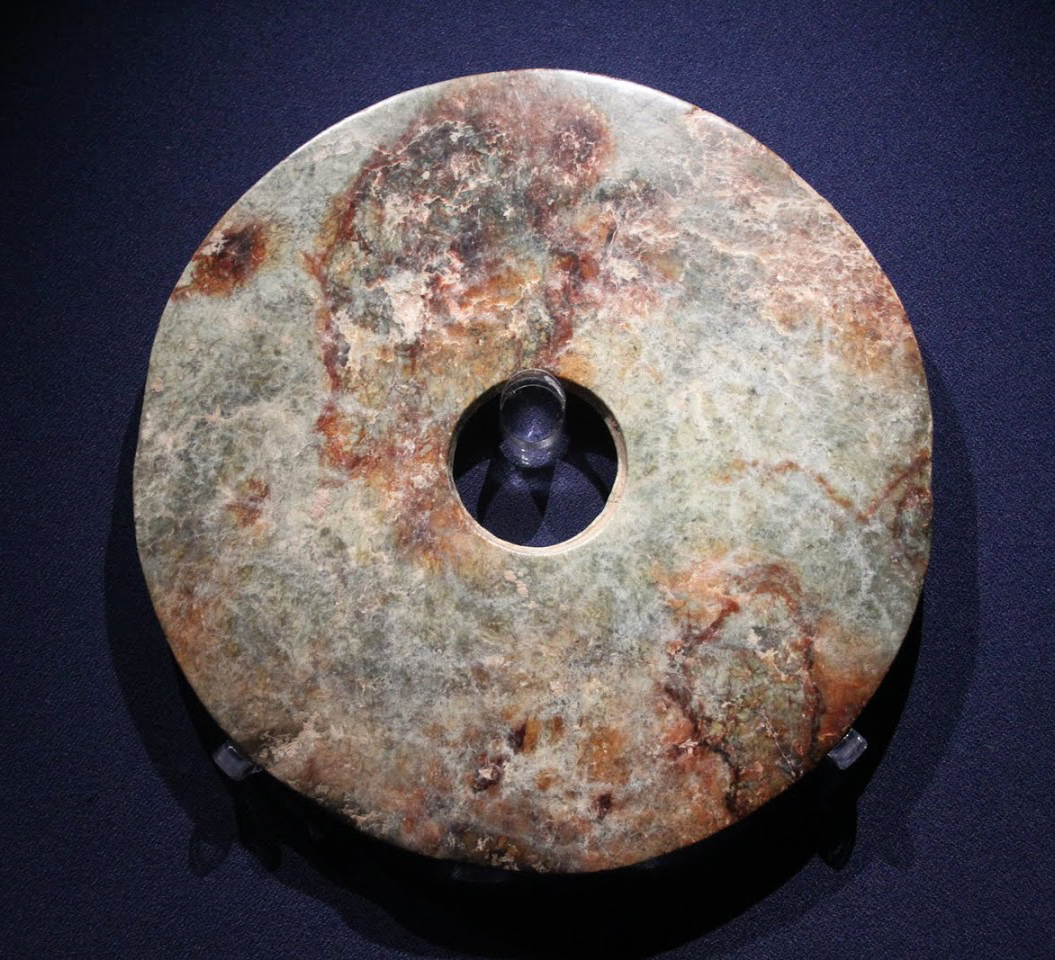
Disque bi de jade provenant de la culture de Liangzhu. Musée de Shanghai
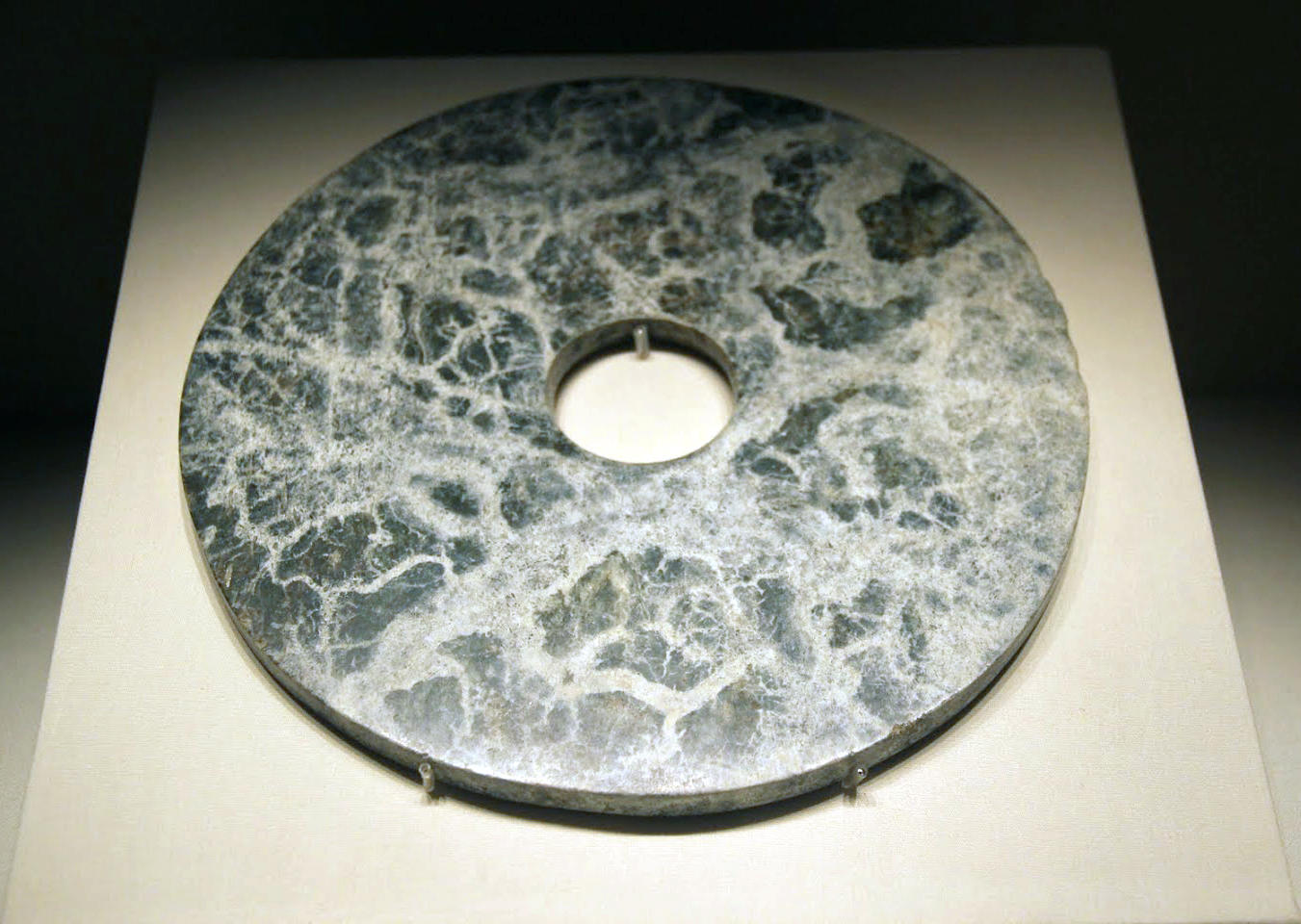
Disque bi de jade provenant de la culture de Liangzhu[N 3]. Musée national de Chine, Pékin
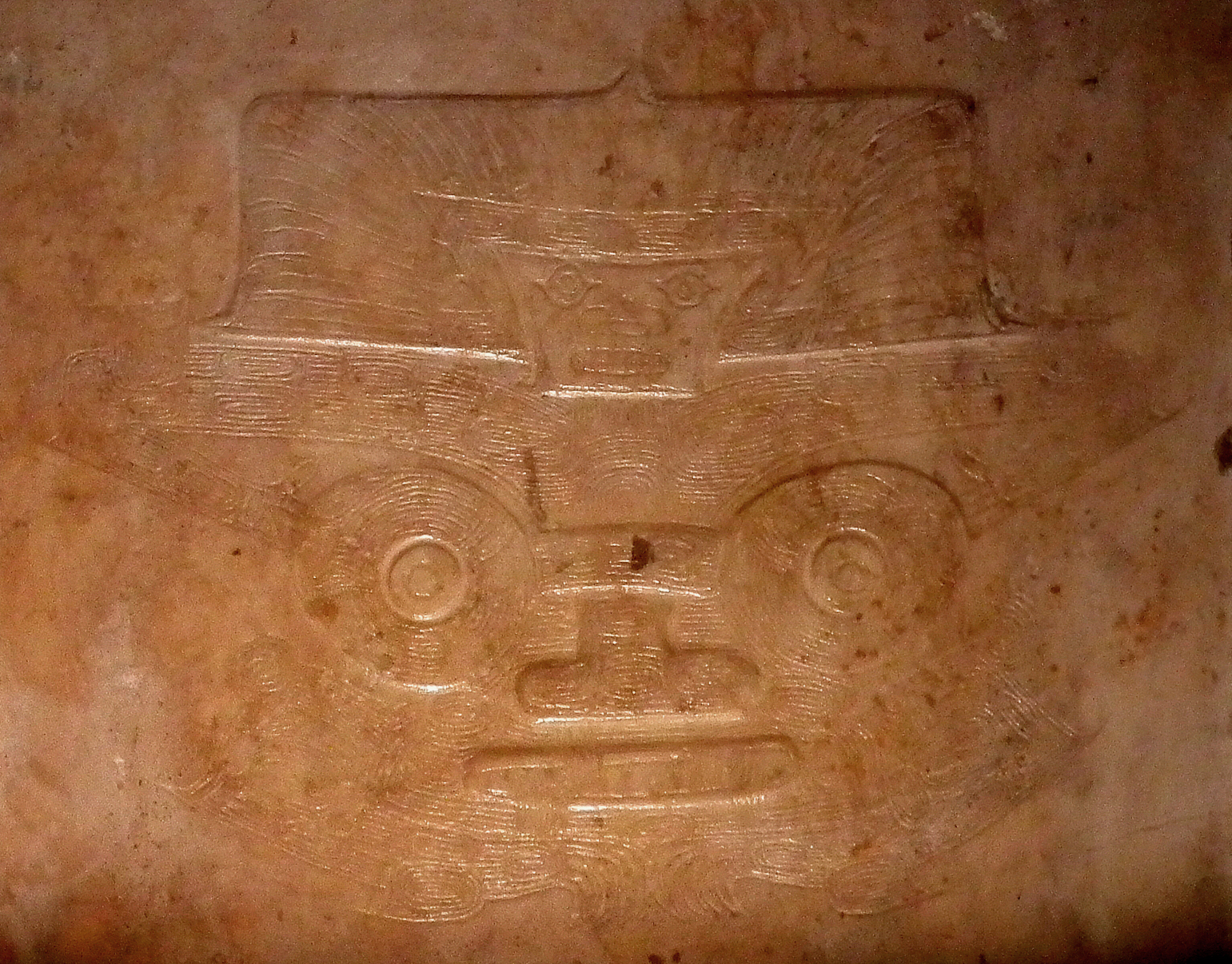
Détail d'un cong (tombe no 12, Fanshan (v. 3000-2000): « créature à mains humaines et pattes griffues, portant une coiffe de plumes serrant devant elle un "masque" aux grands yeux globuleux »[7]. Musée du Zhejiang, Hangzhou
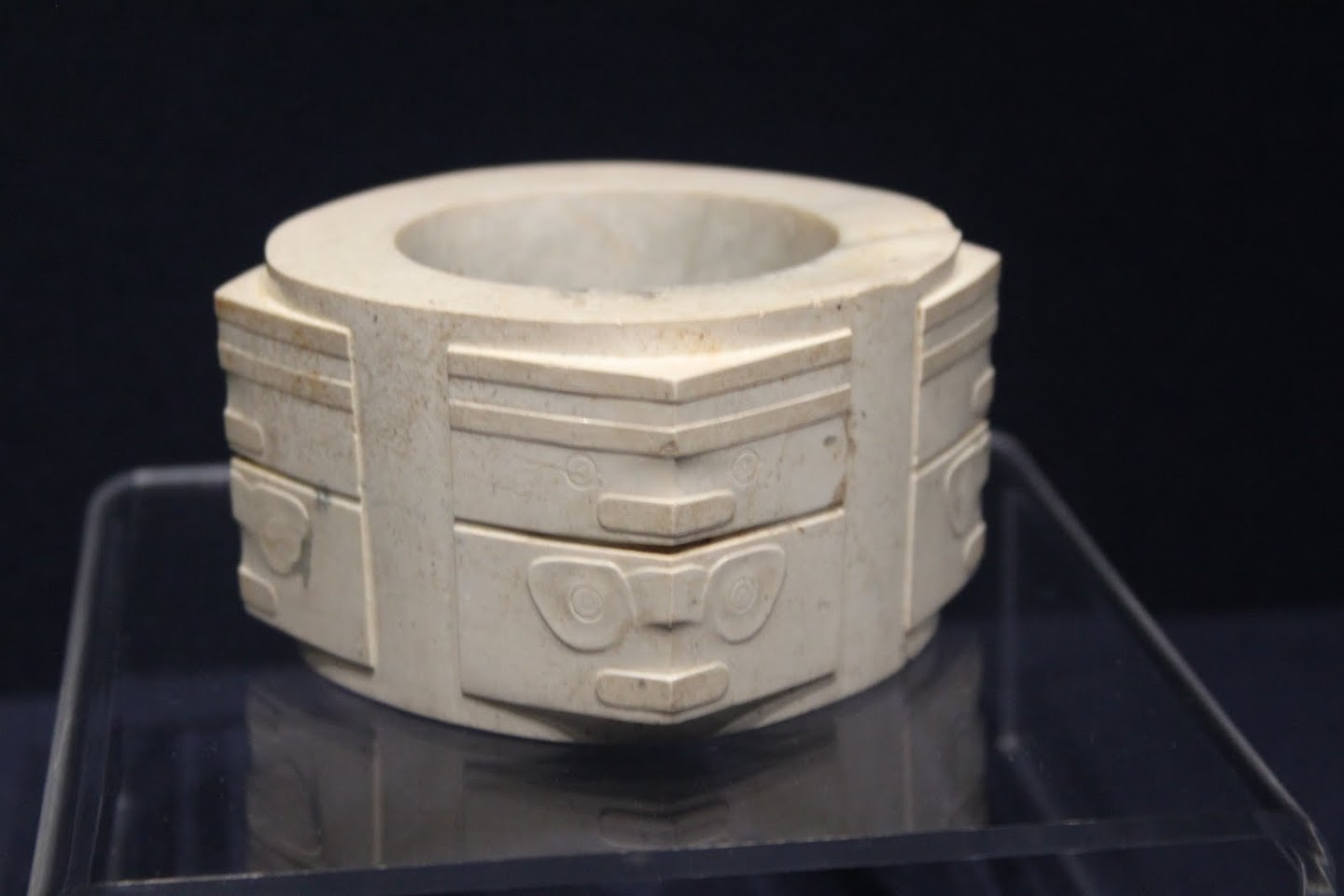
Cong aux motifs de « masque » (?). Jade blanc. Musée de Shanghai
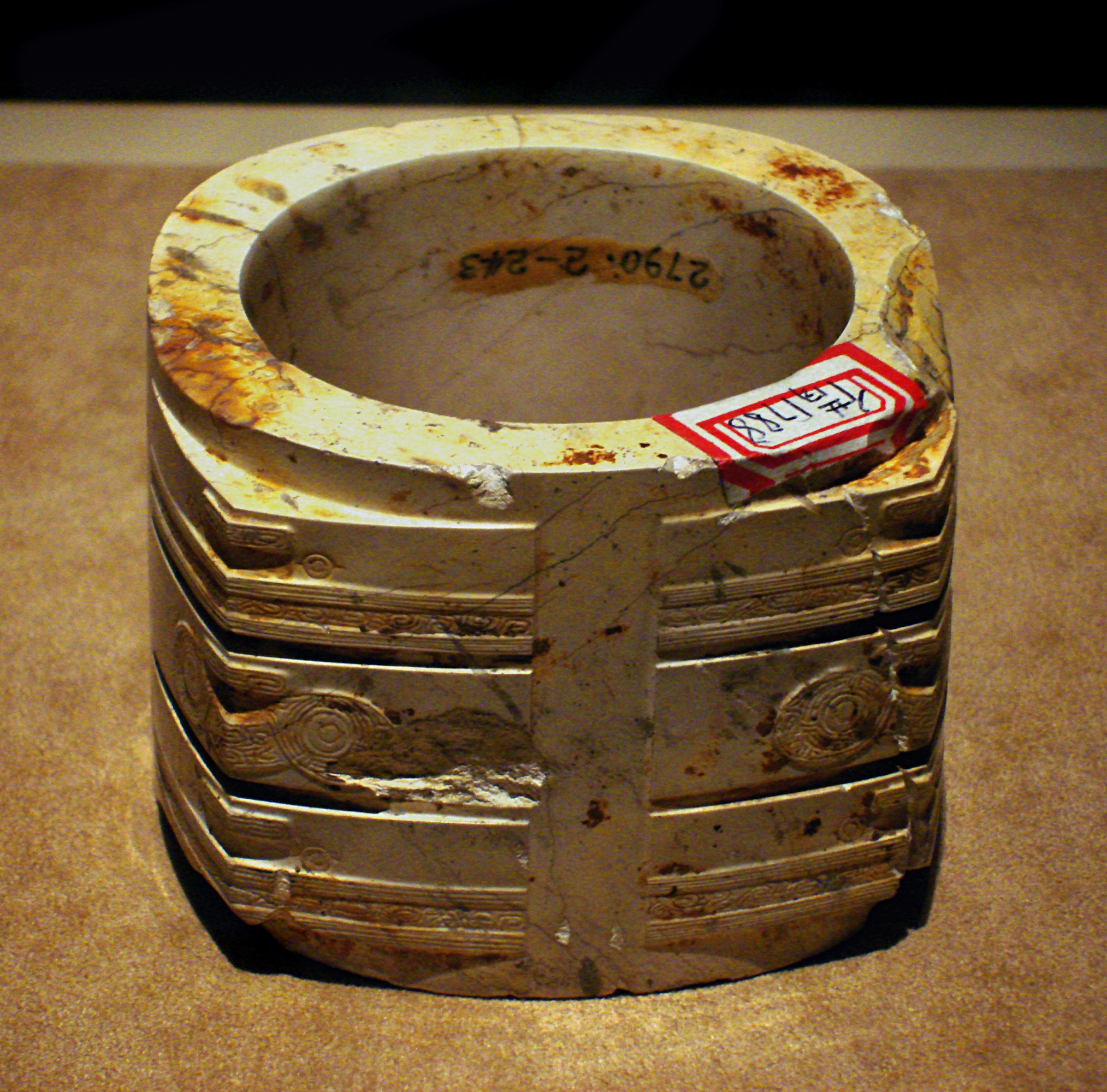
Cong aux motifs de « masque » (?). Jade blanc. Vers 3300-2200. Musée National de Chine, Pékin
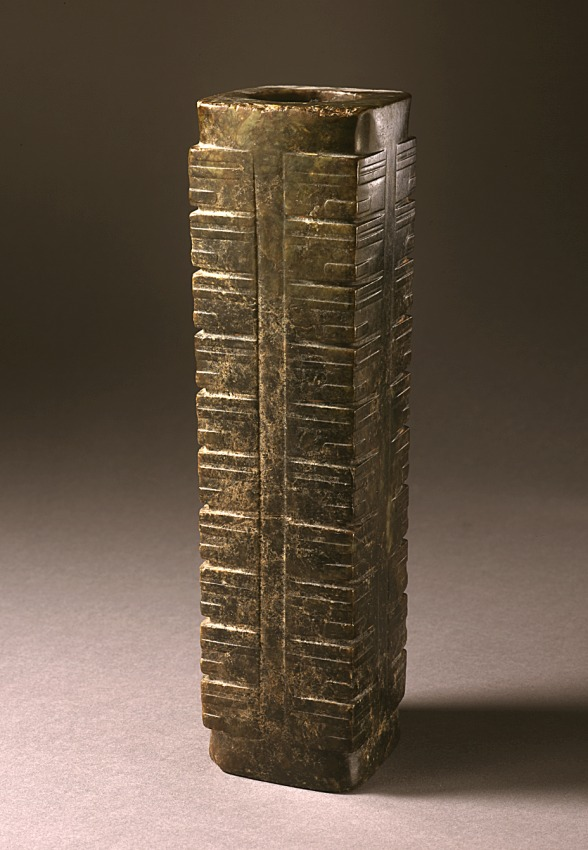
Cong aux motifs de « masque » (?). Jade, H. 29,2 cm. Phase moyenne, 2600-2400. LACMA
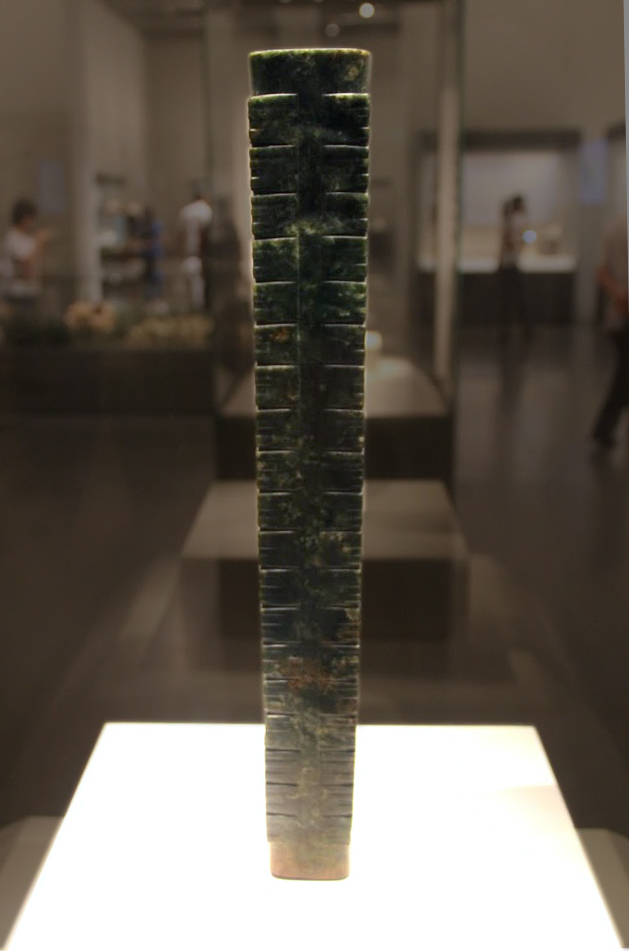
Cong de grande taille, jade, culture de Liangzhu. Musée National de Chine.
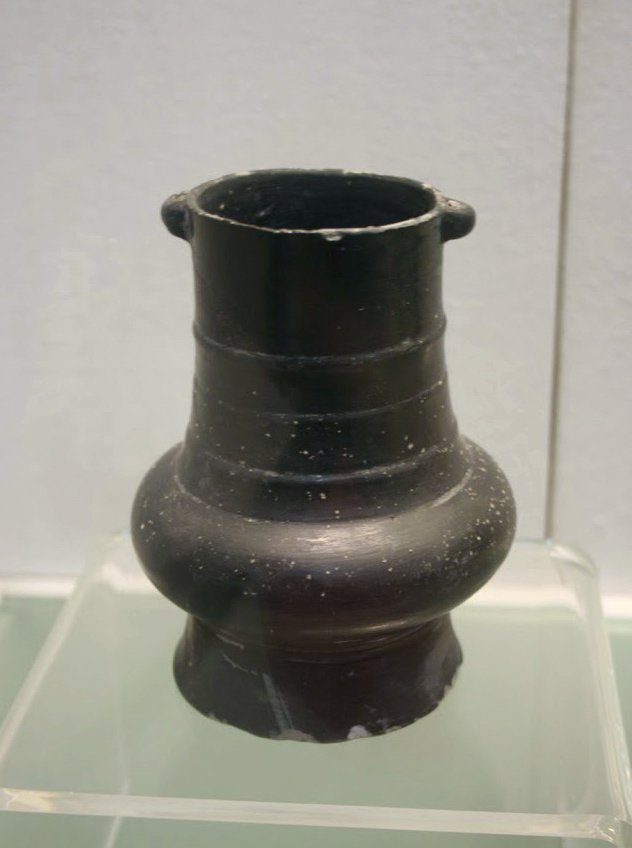
Pot, terre cuite noire, pâte fine tournée, poignée tubulaire. H. 15 cm. Musée de Nanjing, province du Jiangsu[8].
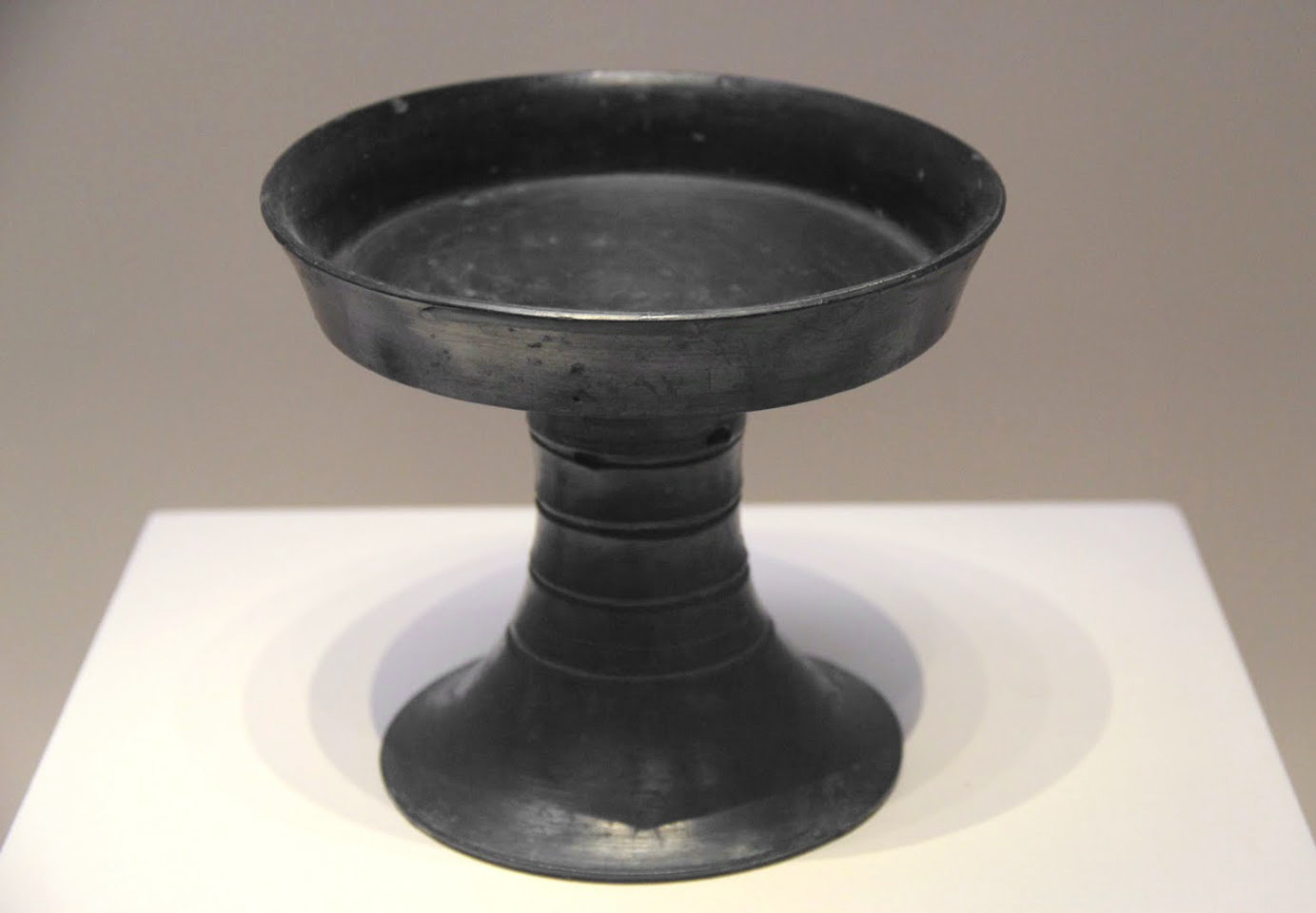
Vase de type dou réservée à l'élite, céramique à pâte fine noire tournée. Liangzhu. Musée National de Chine
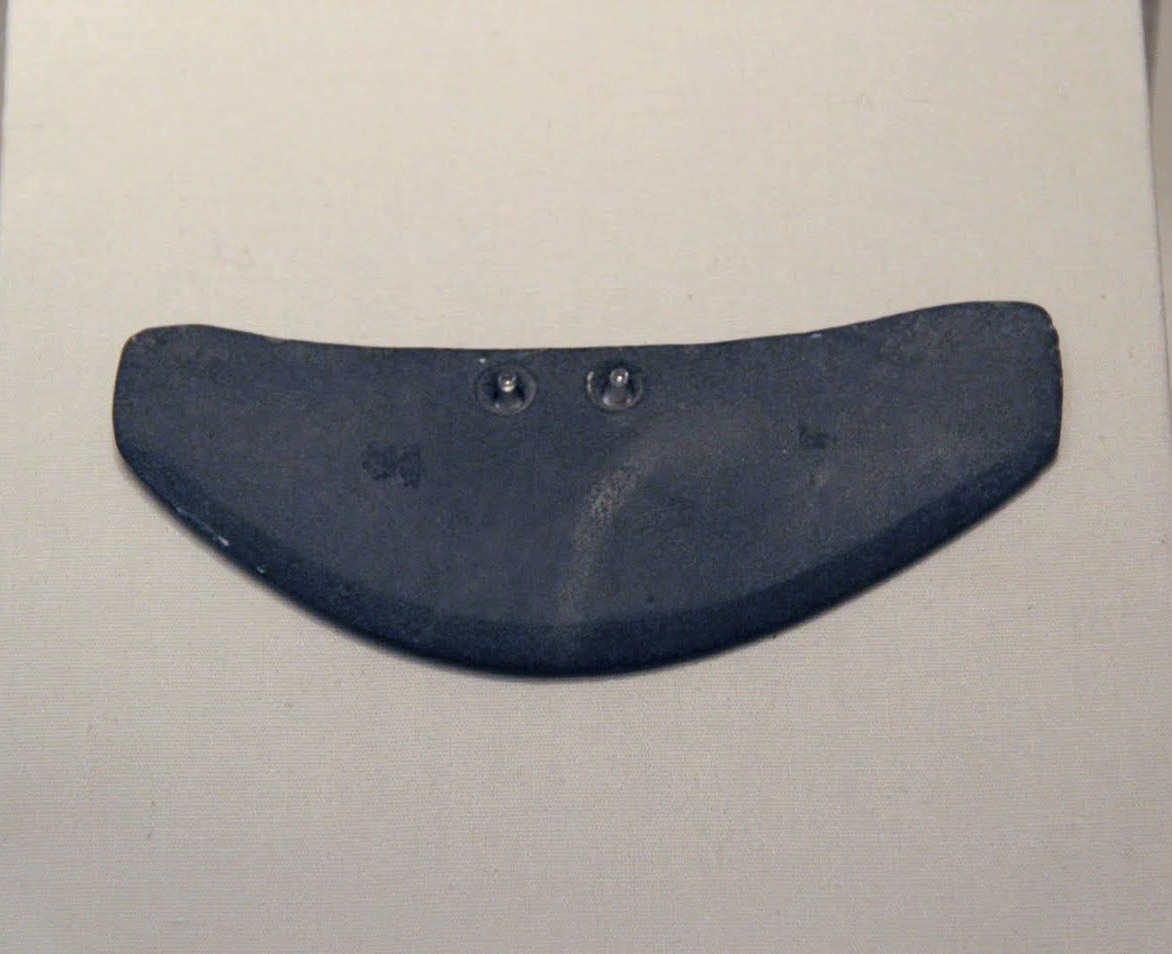
Couteau de pierre polie. Site du Zhejiang. Culture de Liangzhu. Musée National de Chine
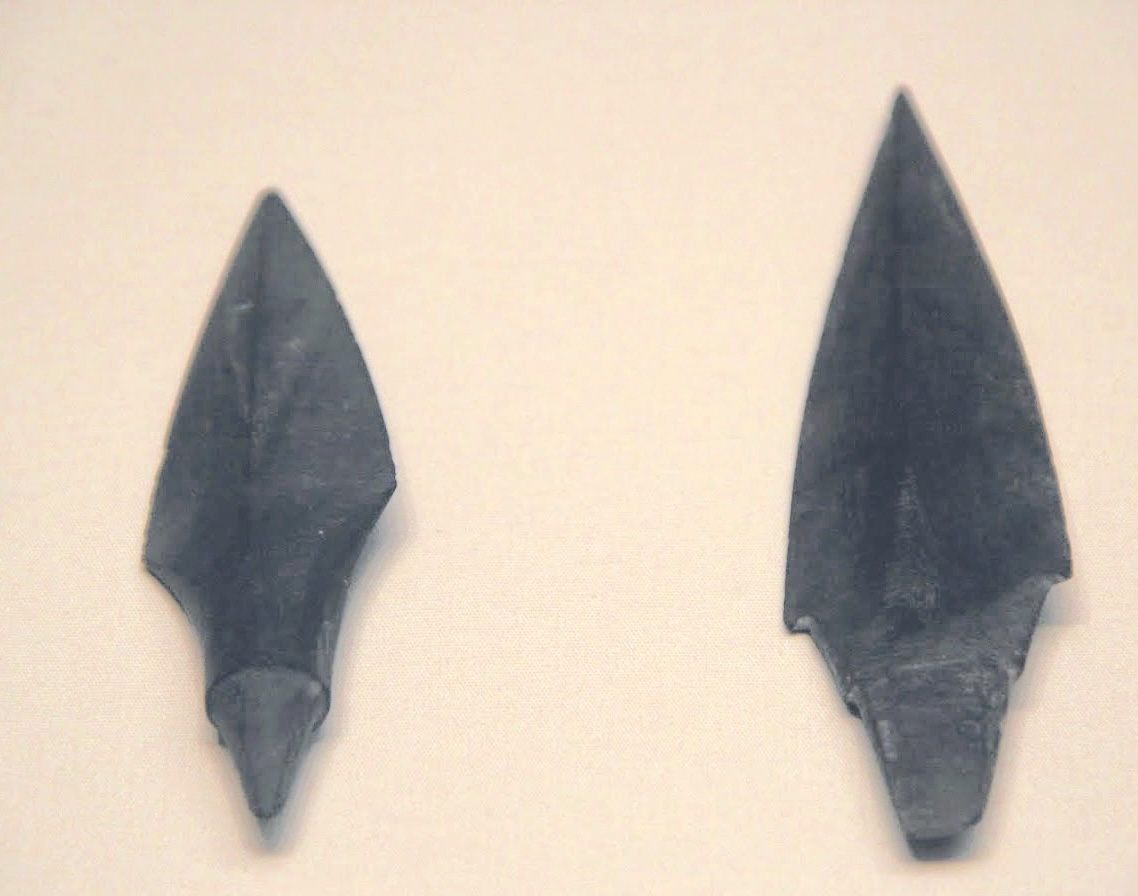
Pointes de flèches de pierre polie. Culture de Liangzhu, découvertes au Zhejiang en 1958. Musée National de Chine, Pékin
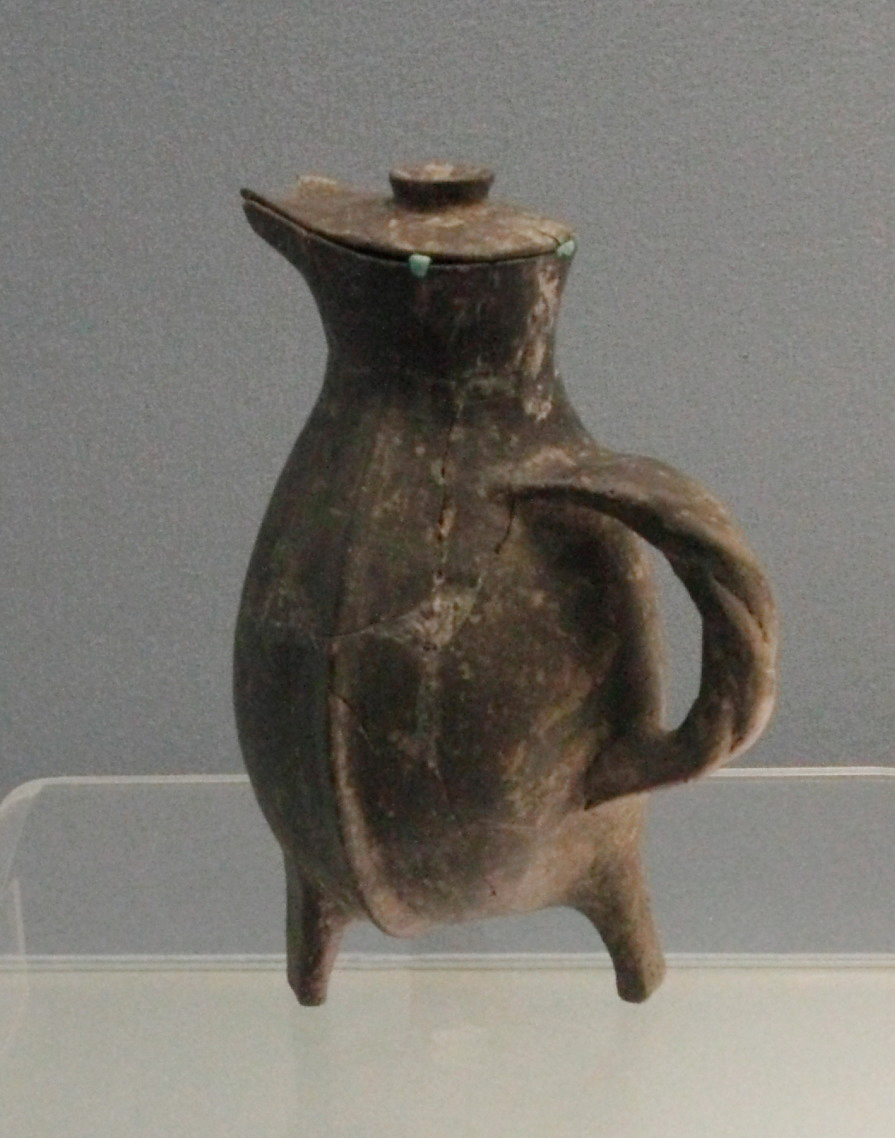
Céramique noire de type he, couvercle en forme d'oiseau. Liangzhu. Musée de Shanghai
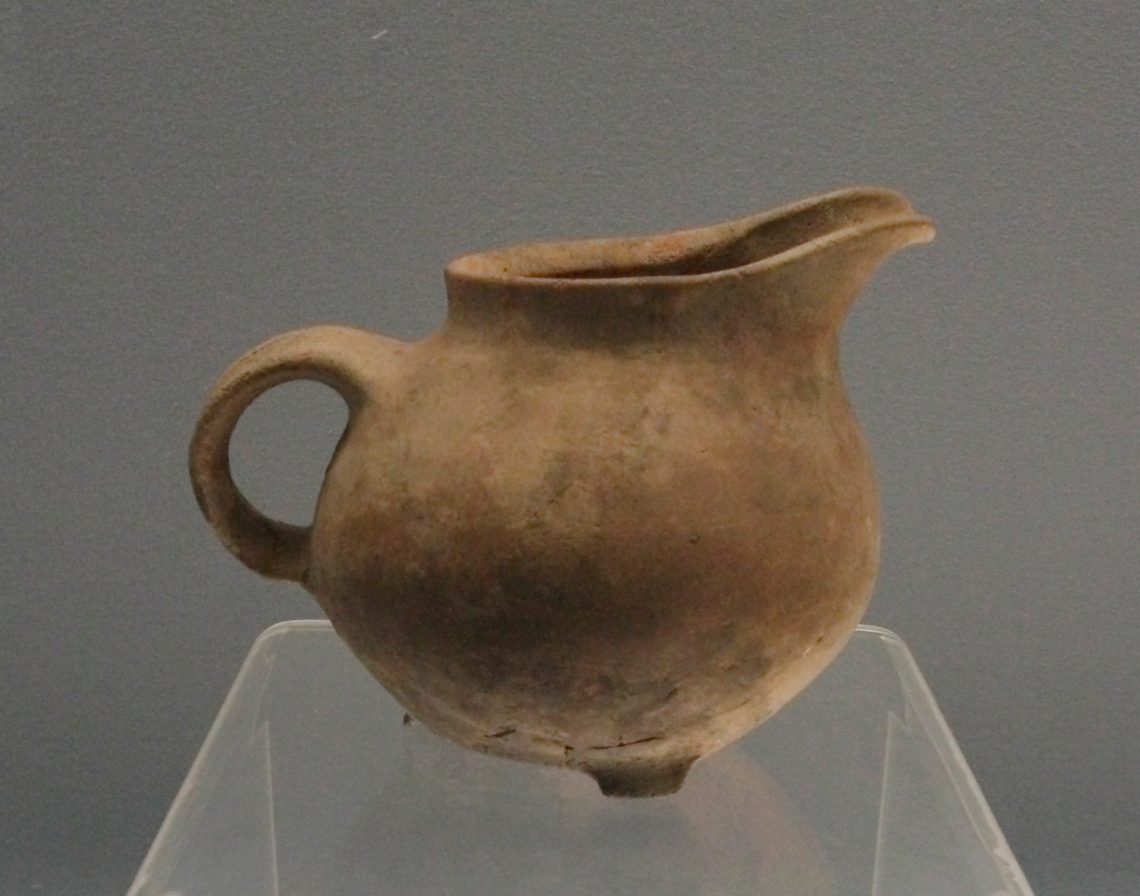
Terre cuite rouge, type he. Cruche d'une harmonie cohérente toute en rondeurs. Musée de Shanghai[9].

## Culture matérielle

### Habitat
Les sites ont tendance à se présenter comme des groupements de villages, chacun avec son propre centre, qui se manifeste par des bâtiments de plus grande taille, probablement « publiques », et des tombes sophistiquées placées sur les reliefs ou sur des terrasses construites. L'agriculture, à un stade avancé, utilisait l’irrigation, pour la culture en rizière et l’aquaculture. Les habitations étaient, en général, construites sur pilotis au bord des rivières ou des étangs .
Le site de Mojiaoshan relève du complexe de Liangzhu, non loin au Sud-Ouest du lac Tai, dans les contreforts des Monts Tianmu, a fait l'objet d'une fouille intense qui a révélé sa place unique et centrale. Les autres habitats ne couvrent qu' 1 ha, environ. Une fouille pratiquée en 2007 a permis de mettre en évidence le mur d'enceinte, semblable à celui de Taosi (culture de Longshan) et des mesures pratiquées sur des grains de riz à la base de ce mur indiquent que sa construction daterait de la phase finale de la culture de Liangzhu. Dans cette région, d'environ 34 km2, on dénombre en effet 135 sites, la plupart ne dépassant pas 1 à 2 ha et souvent très proches, voire contigus. Mojiaoshan est bâti sur une terrasse de terre damée de 10 m. de haut, en partie rectangulaire et couvrant une surface de 30 ha. Le mur de terre damée sert d'enceinte à une surface bien plus étendue : 290 ha. Plusieurs espaces, certains allant jusqu'à 3 ha, ont été construits sur la grande terrasse : il s'agit probablement d'un centre politique. Le cimetière de cette élite le plus proche, Fanshan, une colline artificielle, se trouve au Nord-Ouest du site : on y a trouvé jusqu'à 1100 objets de jade poli. Plus à l'écart on trouve deux autels sacrificiels, Yaoshan et Huiguanshan, avec des tombes creusées dans les terrasses qui recouvrent une colline naturelle. Deux sites réservés au travail du jade se trouvent dans la proximité du centre ce qui témoigne de la division sociale du travail dans cette société. Deux espaces réservés à la production de céramique se trouvent sur un site voisin. La plupart des sites datables remonte aux phases moyennes et tardives : 3000-2100 AEC. Une couche de limon a été déposée sur le niveau du Liangzu tardif, une inondation aurait été responsable de l'abandon de ce groupement de villages. Mais d'autres options restent possibles comme une invasion provenant de la culture de Longshan, à moins qu'une crise interne n'ait été amenée par une dépense excessive dans le travail du jade ou dans la réalisation des terrasses construites.
Les tombes de l'élite, avec pour les plus riches jusqu'à plusieurs centaines d'objets de jade et de céramique, sont la preuve de la hiérarchie sociale. De très nombreuses tombes n'ont aucun dépôt funéraire. Dans le cimetière de Fanshan on a d'ailleurs trouvé quatre corps ensevelis d'une façon non cérémonielle : des victimes sacrifiées. Enfin ce qui caractérise cette culture ce sont aussi ses cimetières qui sont en général constitués de seulement 10 à 20 tombes.

### Le jade poli

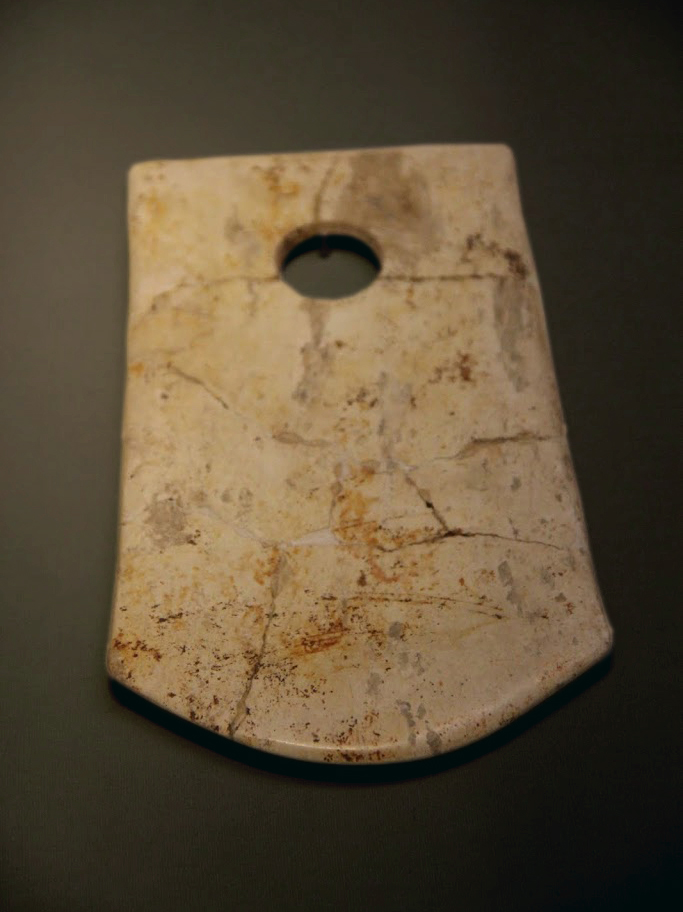
Hache yue, jade. Musée National de Chine: Liangzhu

La plupart des jades de la culture de Liangzhu sont des néphrites, c'est-à-dire une variété de la trémolite. Mais quelques-unes sont en serpentine, dans des tombes moins luxueuses et provenant de cimetières ordinaires.
Le savoir-faire nécessaire à la réalisation de jade poli, sous forme de cong, bi et des autres formes comme la hache yue, a été partagé sur un très vaste territoire durant la période de Longshan et il a eu une influence prolongée sur la production des objets rituels dans la culture chinoise ultérieure . Un exemple de cette culture du jade est donné par ces jades polis trouvés dans la culture de Longshan du Shandong qui n'ont pas été produits avec des matériaux locaux, et qui ont peut-être été façonnés ailleurs aussi. La circulation du jade sur de très longues distances était donc possible. Bien plus tard, la culture de Qijia (2200-1600), à l'Ouest et en majorité située au Gansu, a appris à produire ses propres jades en bénéficiant de cette circulation des savoir-faire hérités de la culture de Liangzhu. Quant aux jades trouvés sur les sites mêmes de Liangzhu ils proviennent des montagnes et des rivières voisines.
Si la plupart des jades ont des formes géométriques certains se distinguent par un anthropomorphisme ou zoomorphisme synthétique, en particulier des oiseaux plus ou moins stylisés ou naturalistes. Les formes les plus courantes restent le tube cong (rectangulaire à l'extérieur / cylindrique à l'intérieur) et le disque bi. Leurs proportions restent encore très variables. Un motif revient souvent : un « masque » stylisé avec des yeux hypertrophiés reliés par un bandeau, un nez épaté et une bouche aplatie, comme un bourrelet ou montrant une rangée de dents, faiblement incisées au sein d'un « décor » couvrant tout le « masque », où la spirale est un motif récurrent.

### Céramique
Les populations de la culture de Liangzhu, comme celles de la culture de Longshan du Shandong, ont le goût et le savoir-faire de la céramique noire à pâte fine montée au tour rapide et des éléments ajourés dans des formes à pieds. On y trouve aussi des décors gravés dans la terre avant cuisson .

## Société
La culture de Liangzhu est aujourd'hui considérée comme une unité socio-politique singulière. Le pouvoir de l'élite semble reposer sur l'exploitation du jade comme ressource, et probablement en raison de l'idéologie dont l'utilisation du jade n'est qu'un indice.
Dans la phase ultime de Liangzhu, on peut classer les cimetières en trois catégories. L'élite se distingue par l'usage quasi exclusif du jade, sur des tertres comme à Sidun, Coexieshan, Fuquanshan et Hengshan. Le second tiers concerne la plus grande partie des cimetières. Des différences sociales s'y font clairement sentir, ce n'est pas à proprement parler une « classe moyenne » tant s'y manifestent de différences. Quant au groupe le plus pauvre il n'est visible que sur le site de Zhaolingshan, où les tombes sont dépourvues du moindre objet funéraire et sont même dépourvues de fosses clairement destinées à la fonction de tombe.
La singularité du site de Liangzhu se porte sur quatre points. Tout d'abord la culture de Liangzhu est née d'une migration, ceci se manifeste lors de la première période. Ensuite les pratiques funéraires sont, pour l'élite, organisées autour de l'unité de base constituée en petits cimetières de 10 à 20 tombes. Troisièmement, la production de jades et d'outils de pierre et leur « consommation » y étaient plus développées que dans les autres sites de la culture de Liangzhu. Enfin Maojiaoshan et le mur de la cité voisine marquent le centre culturel et il le restera jusqu'à la fin de cette culture.
Dès les périodes initiale et moyenne on peut constater des liens très puissants entre tous les cimetières de l'élite, sur le site de Liangzhu. Les élites partagent les mêmes produits de jade, et probablement les mêmes artisans. D'autre part la production du jade et sa circulation prouvent que ces objets d'échange se propagent sur de très longues distances au sein des élites. Le site de Liangzhu en est le centre comme lieu de production et comme lieu où se créent les formes et leur valeur symbolique - surtout au cours des deux premières périodes. Enfin il est un fait singulier que le site de Liangzhu, non seulement a produit un grand nombre de jades, mais la plus grande part en a été « consommée » sur place. Et si les objets symboliques de Liangzhu se sont bien dispersés tout autour, le phénomène inverse - l'introduction d'objets symboliques d'autres cultures - ne s'est jamais produit. Ce phénomène a pu être comparé au rayonnement de la culture de la fonte du bronze sous les Shang et sous les Zhou de l'Ouest.

## Patrimoine mondial
Les ruines archéologiques de la cité de Liangzhu sont inscrites sur la liste du patrimoine mondial de l'UNESCO le 6 juillet 2019.